# فهرست فیلم‌های پویانمایی مرتبط با اسلام
این فهرستی از فیلم‌ها، سریال‌های تلویزیونی و برنامه‌های انیمیشنی مرتبط با تمدن اسلامی، یعنی اسلام، تاریخ اسلام و فرهنگ اسلامی است.

## فیلم‌های کوتاه
- ۱۰۰۱ اختراع و جهان ابن الحیثم (۲۰۱۵)، دربارهٔ دانشمند مسلمان قرون وسطایی ابن الحیثم.
- چه کسی برنده شد؟ (۲۰۱۸)، اثری از عایشه سلیمه کوسکون دربارهٔ بوکسور محمد علی.

## فیلم‌ها

### مذهبی
- پسر و پادشاه (مصر، ۱۹۹۲) بازگویی داستانی واقعه تاریخی اهل خندق (شرح شده در سوره بروج و روایات نبوی).
- بلال: نسل جدید قهرمان (امارات متحده عربی، ۲۰۱۵) بازگویی داستان بلال حبشی، صحابی پیامبر و اولین مؤذن در اسلام.

#### بدر اینترنشنال
- محمد: آخرین پیامبر (۲۰۰۲)، بازگویی کلاسیک کودکان از زندگی آخرین پیامبر محمد.
- زنان بزرگ اسلام (۲۰۱۲)، توصیف نقش زنان در عربستان در قبل و بعد از اسلام.
- سلمان فارسی (۲۰۱۲)، بازگویی داستان محبوب تلاش سلمان برای روشنگری دینی.

### تاریخ اسلام
- فاتح سلطان محمد (ترکیه، ۱۹۸۳) در مورد فتح قسطنطنیه توسط سلطان محمد دوم عثمانی.
- بنده وفادار خدا: بارلا (ترکیه، ۲۰۱۱) دربارهٔ زندگی بدیعزمان سعید نورسی.
- شاهزاده روم (ایران، ۲۰۱۵) دربارهٔ زندگی نرگس خاتون، مادر مهدی، امام دوازدهم شیعیان.

### فرهنگ اسلامی
- کوزه: داستانی از شرق (سوریه، ۲۰۰۱)
- نان آور (۲۰۱۷)

## مجموعه‌های تلویزیونی یا تحت وب

### JCC و قاهره کارتون
- من قصص الصالحین، سریالی که داستان افراد صالح معروف را روایت می‌کند.
- علم المسلمین، مجموعه بیوگرافی دانشمندان مسلمان
- من قصص التابعین، این سریال زندگی‌نامه چندین تابعین را به نمایش می‌گذارد.

### سیدرز آرت پروداکشن
- داستان زنان از قرآن
- داستان‌های حیوانات از قرآن کریم
- داستان‌های انسان از قرآن
- داستان‌های شگفت‌انگیز از قرآن
- داستان‌های آیات از قرآن

### کارتون و تولید یک طرفه
- سریال امام بخاری
- هذا هو الاسلام، ۳۰ داستان کوتاه دربارهٔ وقایعی که در دوره‌های مختلف تاریخ رخ داده است.

### استودیو انیمیشن ATA
- حبیب‌الله، یک مجموعه تلویزیونی ۳ فصلی دربارهٔ زندگی‌نامه محمد.[۱]
- یوسف الصدیق، سریالی که داستان زندگی او را نشان می‌دهد
- کلیم‌الله، مجموعه تلویزیونی ۳ فصلی که زندگینامه موسی را در بر می‌گیرد.
- خلیل‌الله، سریال تلویزیونی دربارهٔ ابراهیم.
- نوح، سریالی که داستان زندگی او را نشان می‌دهد.
- سلیمان الحکیم، مجموعه تلویزیونی که حول محور داستان سلیمان می‌چرخد
- الکهف، این مجموعه داستان‌های سوره کهف (قرآن، سوره ۱۸) را روایت می‌کند.

### مسلم کیدز تی‌وی
منبع:
- القصص، بازگویی داستان‌های قرآن برای کودکان
- مامان و لولو، سریال تلویزیونی که لولو و مادرش را در سفری برای یادگیری و اخلاق دنبال می‌کند.
- لولو در سراسر جهان، لولو را در سرتاسر جهان دنبال می‌کند و حقایق، تاریخ و نقاط دیدنی جالبی را به اشتراک می‌گذارد.

### حکما مسلم کیدز ریدر
منبع:
- عبدالله، داستان این مجموعه درباره پسری به نام عبدالله است که دوست نداشت به حرف مادرش گوش دهد، او فقط می‌خواست تمام روز بازی‌های ویدیویی انجام دهد. او خودخواه شد. اما، یک روز، او متوجه یک چیز تکان دهنده شد! شروع کرد به تغییر خودش.
- فالگیر، داستانی در مورد یک بانوی مرموز - که ادعا می‌کرد قدرت فوق‌العاده گفتن آینده را دارد! و در مورد یک دختر باهوش به نام زهرا، که در نهایت ثابت کرد که بانوی مرموز هیچ قدرت فوق‌العاده‌ای ندارد!

### سایر سرشناسان
- دنیای آدم، مجموعه تلویزیونی با استفاده از ماپت‌ها برای آموزش اخلاق و ارزش‌های خوب اسلامی به کودکان.[۴]
- One4Kids: Zaky & Friends[۵]
- صلاح‌الدین: مجموعه پویانمایی (مالزی، ۲۰۰۹) دربارهٔ صلاح الدین و جنگ‌های صلیبی.
- ابن بطوطه: مجموعه پویانمایی (مالزی، ۲۰۱۰) دربارهٔ سفرهای ابن بطوطه.
- برقعه ایوینجر (پاکستان، ۲۰۱۳)
- رجال حوله الرسول، سریال ام بی سی ۳ دربارهٔ صحابه پیامبر